# Lago Arco
Lago Arco är en sjö i Chile.   Den ligger i regionen Región de Aisén, i den södra delen av landet, 1 600 km söder om huvudstaden Santiago de Chile. Lago Arco ligger 1 892 meter över havet. Arean är 1,3 kvadratkilometer. Den sträcker sig 1,1 kilometer i nord-sydlig riktning, och 2,2 kilometer i öst-västlig riktning.
Trakten runt Lago Arco är permanent täckt av is och snö. Trakten runt Lago Arco är nära nog obefolkad, med mindre än två invånare per kvadratkilometer.